# Мусака

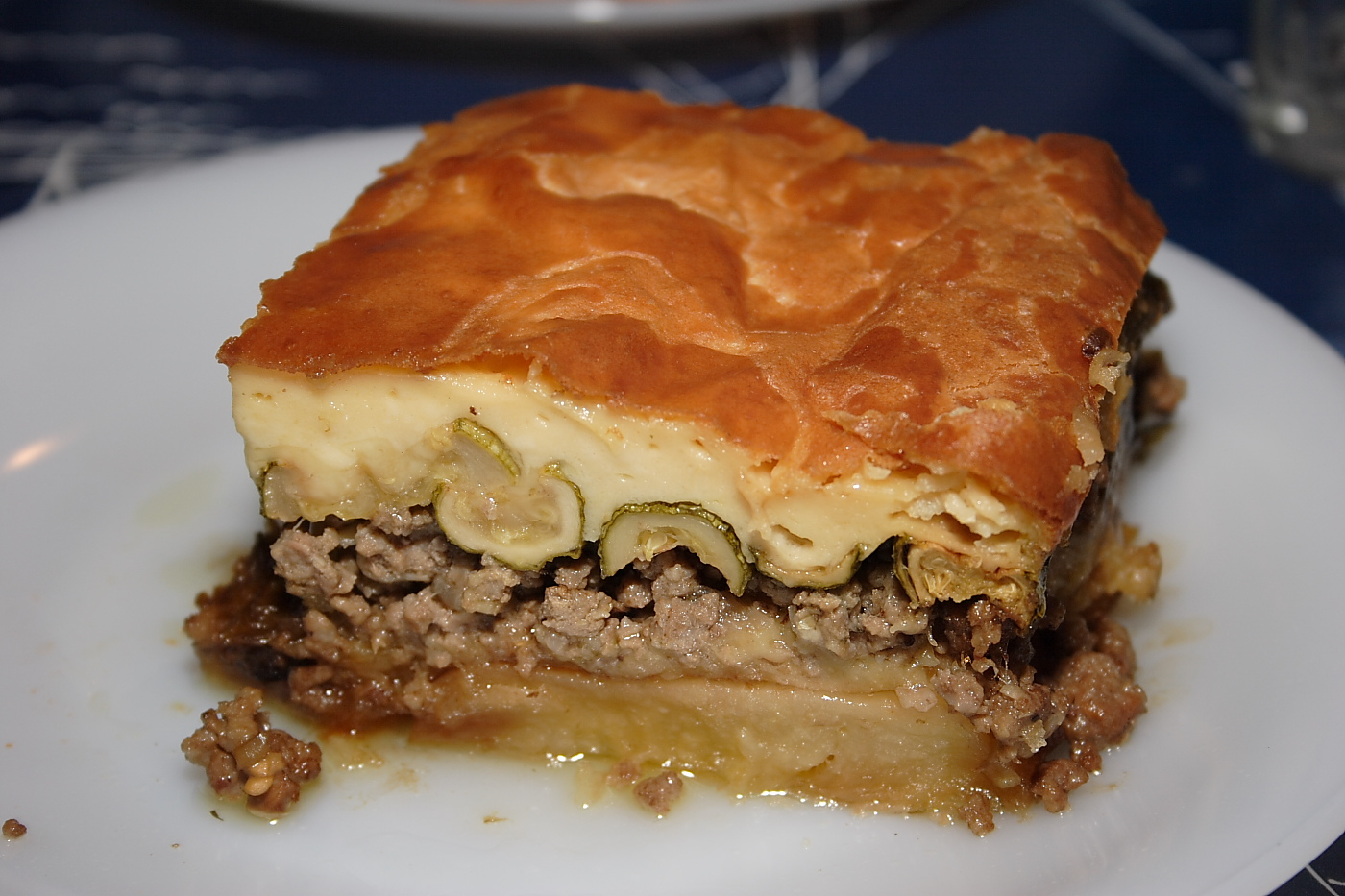
Грецька мусака

Муса́ка або мусака́ (грец. μουσακάς; рум. musaca; тур. musakka; півд. слов. мусака/musaka; musaqqaʿa) — традиційна страва з баклажанів на Балканах і Близькому Сході.
Грецька мусака складається із запечених шарів баранини, баклажанів, помідорів і білого соусу бешамель. Іноді в мусаку додають кабачки, картоплю або гриби.
В арабських країнах мусака являє собою холодний салат з помідорів та баклажан, схожий на італійську капонату. У сербській, боснійській і румунській кухнях мусака може готуватися з помідорами замість баклажанів.

## Болгарська кухня

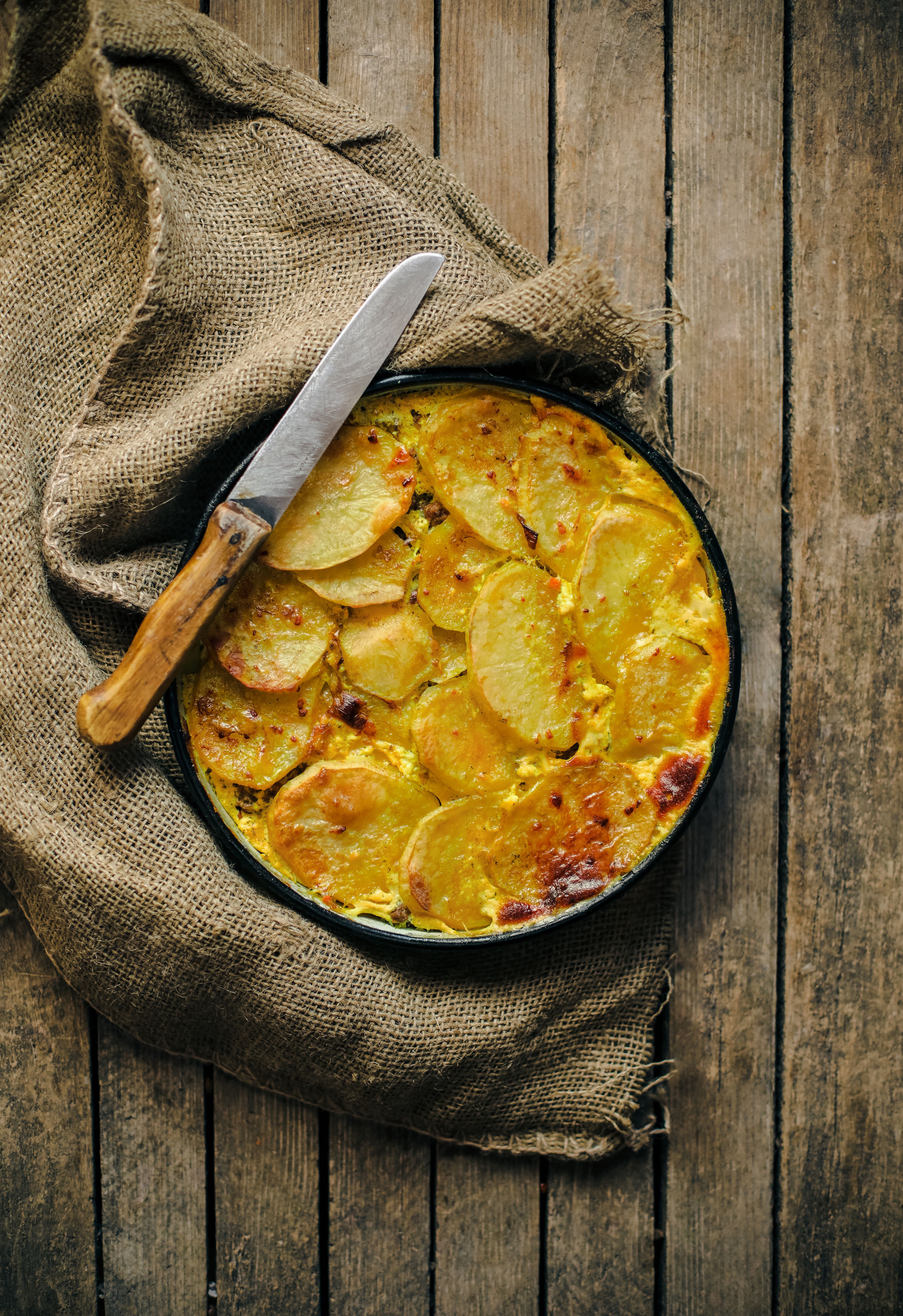
Традиційна македонська мусака на основі картоплі.

У Болгарії мусака — це запечена суміш фаршу та картоплі із заливкою. А страву на кшталт грецької мусаки, що складається з різних овочів, картоплі та м'яса, називають гювеч. Слово «гювеч» має в болгарській мові переносне значення — халява.